# Tre uomini e un fantasma
Tre uomini e un fantasma è un film italiano del 2022 diretto e interpretato dai Ditelo voi.

## Trama
Mimmo, Lello e Francesco sono tre amici sfaccendati che non hanno mai concluso nulla nella vita. Mimmo vive solo per partecipare a concorsi, acquistando merci e alimenti vari per spedire i tagliandi, Francesco ha sposato sua moglie solo perché ricca, Lello è un disoccupato che non riesce a tenersi un lavoro. Un giorno Mimmo compra tutti i sacchetti di patatine di un negozio per partecipare a un concorso che mette in palio un fine settimana in una villa del 700. Dopo averli aperti tutti e non aver vinto, scopre che un sacchetto di patatine gli è sfuggito e che lo sta mangiando una bambina: lui e i suoi amici glielo scippano e riscuotono il premio.
Arrivati alla villa, di notte, scoprono che è infestata da un fantasma che ha le sembianze proprio di quella della bimba che hanno derubato, decisa a vendicarsi della loro cattiveria.
In un crescendo di situazioni tra l'horror e il comico, la bimba li mette davanti a una scelta: uno di loro deve morire perché gli altri due siano liberati. Si fa avanti Lello, perché si sente in colpa per essere stato a letto con la moglie di Francesco, e chiede aiuto a Mimmo per uccidersi. La bambina li deride perché sono diventati degli assassini, dimostrando di non voler mantenere la promessa di liberarli, ma Lello non è morto: per un'anomalia genetica possiede due cuori, entrambi funzionanti; uno è stato pugnalato da Mimmo, ma l'altro funziona normalmente.
Tornato dagli amici, scopre che Francesco non gli serba rancore per essere stato a letto con la sua non amata moglie e aiuta lui e Mimmo a catturare e legare la bambina, che riescono a esorcizzare. Il demone la abbandona per andare a impossessarsi di un altro uomo che si trova nei paraggi della villa. È mattina: i tre amici esausti e la bambina lasciano la villa e si incamminano per tornare a casa; incrociano una pattuglia dei Carabinieri a cui chiedono aiuto ma, una volta saliti a bordo, scoprono che il demone che avevano scacciato si è impossessato del militare, il quale ingrana la marcia e parte con a bordo i quattro passeggeri che urlano terrorizzati.

## Distribuzione
Il film è stato distribuito nelle sale cinematografiche italiane il 24 novembre 2022.